# Nepenthes treubiana
Nepenthes treubiana är en tvåhjärtbladig växtart som beskrevs av Otto Warburg. Nepenthes treubiana ingår i släktet Nepenthes och familjen Nepenthaceae. Inga underarter finns listade i Catalogue of Life.

## Bildgalleri

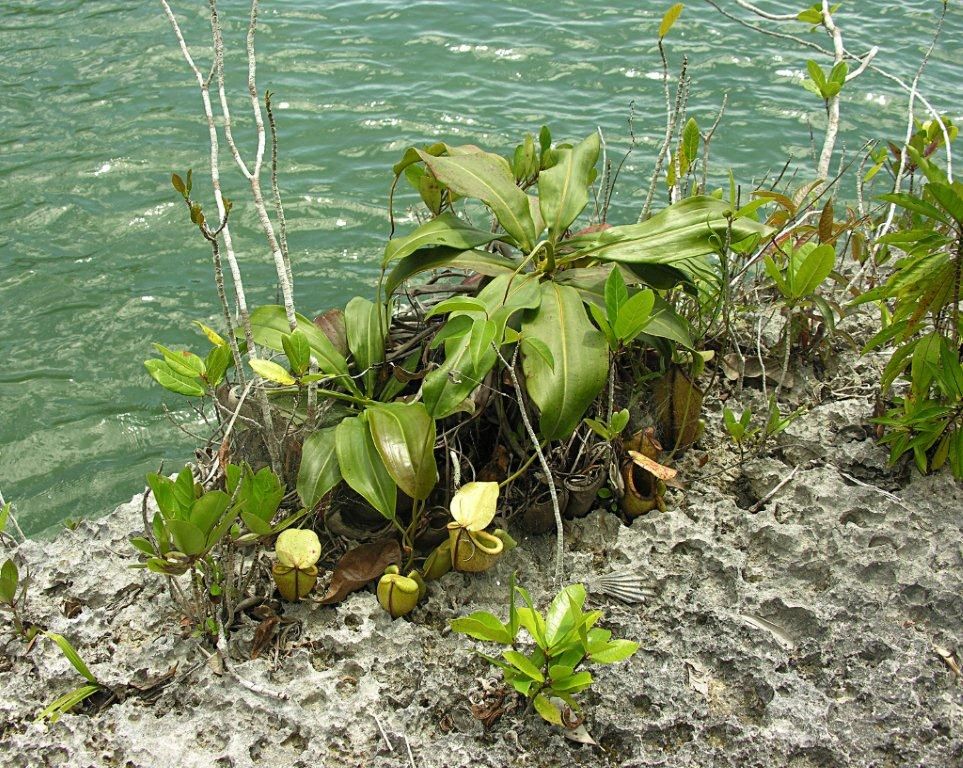